# Wybiti
Wybiti (russisch Выбити) ist ein Dorf im Rajon Solzy der Oblast Nowgorod im Nordwesten Russlands. Es hat 882 Einwohner (Stand 14. Oktober 2010) und liegt an der Koloschka, einem rechten Nebenfluss der Schelon, 10 km vom Rajonzentrum Solzy entfernt.

## Landgemeinde
Wybiti ist Verwaltungssitz der Landgemeinde Wybitskoje selskoje posselenije, zu der 55 weitere Dörfer gehören. Die Gemeinde hat insgesamt 2146 Einwohner. Dabei haben neun der Dörfer keine ständigen Einwohner (Dudanowo, Seljonaja, Sechnicha, Ilemjonka, Oberjotka, Smechnowo, Solowjowo, Suchlowo, Schawkowo), 25 haben weniger als zehn Einwohner (Belez, Krjutschkowo, Strotschizy, Ziwiljowo, Schapkowo, Bloschno, Wolnoje Sagorodischtsche, Dedkowo, Bolschoje Danilowo, Wolnaja Ljatschka, Grjada, Nowyje Gorki, Ostrow, Selischtsche, Serednja, Malinowka, Upolsy, Kuk, Mirnaja, Ossinowik, Podberesje, Sapolje, Gorodok, Salessje, Michalkino, Wjosska, Retschki, Zypino, Bereschok, Tschudinzewy Gorki, Morsino, Nowaja, Lanskije Gorki, Nikolskoje Sagorodischtsche, Dolga, Doworjez, Staroje Sagorodischtsche, Mjakowo, Somino, Ilowjonka, Chwojnaja) und neben Wybiti nur fünf Dörfer mehr als 100 Einwohner (Newskoje, Welebizy, Pessotschki, Skirino und Swetlizy; Stand 14. Oktober 2010).

## Etymologie
Der Dorfname stammt vermutlich von den Wybionen, einem slawischen Volksstamm, der sich vor 1500 Jahren in dieser Region ansiedelte.

## Sehenswürdigkeiten
Besonders sehenswert in Wybiti sind die Ruine des Herrenhauses mit einem Park sowie mehrere andere Bauwerke, die früher im Besitz der Adelsfamilie Wassiltschikow waren. Der Gutskomplex steht seit 1975 unter Denkmalschutz.

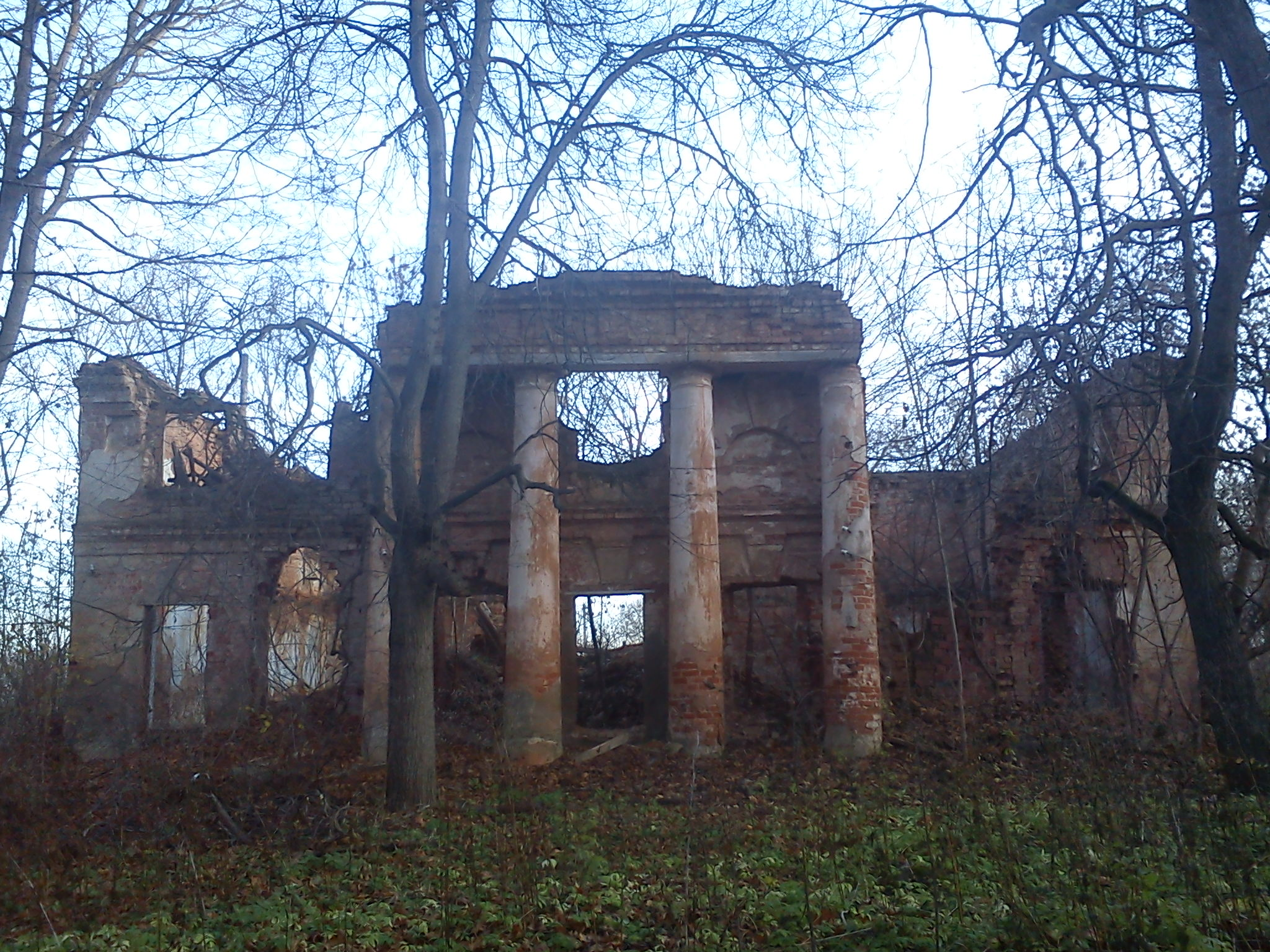
Das ehemalige Herrenhaus der Familie Wassiltschikow